# Maarten Iman Willem Jacob Bijleveld
Maarten Iman Willem Jacob Bijleveld (Batavia, 21 oktober 1874 - Bad Nauheim, 1 juli 1931) was een Nederlands politicus en industrieel. De in Nederlands-Indië geboren zoon van de ritmeester in het Oost-Indisch Leger Johannes Jacobus Bijleveld en Sophia Elisabeth de Haan, werd opgeleid tot Indisch ambtenaar bij de Gemeente-instelling van onderwijs in de taal-, land- en volkenkunde van Nederlandsch-Indië in Delft. Daar trouwde hij op 21 juli 1898 met Neeltje Antonia Fortuijn Harreman. Uit dit huwelijk werden twee kinderen geboren. Bijleveld was een kleinzoon van de president van de Haagse arrondissementsrechtbank Daniel Jan Bijleveld.
Na zijn hogere beroepsopleiding koos Bijleveld voor een carrière in het bedrijfsleven. Hij was enige tijd directeur van het Handelshuis te Londen, en later ook directeur van de Netherlands Distelleries "Boll & Dunlop's", een onderdeel van de Nederlandsche Gist- en Spiritusfabriek.
Tot 1918 was hij lid van de Liberale Unie, waar hij bij de verkiezingen van dat jaar als nummer acht op de lijst in de kieskringen in de noordelijke provincies niet werd gekozen. Hij werd na deze teleurstelling lid van de Economische Bond, en in april 1921 veranderde hij weer van partij, ditmaal naar de Liberale Staatspartij "De Vrijheidsbond".
In mei 1921 kwam hij alsnog als opvolger in de kamer, na het overlijden van de voormalige Unie-liberaal Willem Theodoor Cornelis van Doorn - omdat hij in 1918 meer voorkeurstemmen had behaald dan de nummer twee van de lijst, Jan Ernst Heeres. Bijleveld sprak in de Tweede Kamer vrijwel uitsluitend over zaken betreffende pensioenen en over arbeidsaangelegenheden. In 1922 werd hij niet herkozen in de Kamer en dus eindigde zijn Kamerlidmaatschap al in juni 1922.
Vanaf oktober 1920 was Bijleveld ook bestuurslid van de Nederlandse Unie voor Vrouwenbelangen en rond 1921 was hij voorzitter van de Haagse afdeling van de Bond voor Belastingbetalers. Rond 1925 was hij lid van de conservatief-liberale partij Vaderlandsch Verband, waarvoor hij lijsttrekker zou zijn bij de Tweede Kamerverkiezingen 1925 (kieskring Den Helder).